# Assemblea Canaria
Assemblea Canaria (in lingua spagnola Asamblea Canaria, AC) è stato un partito politico nazionalista canario dalle idee di sinistra attivo negli anni '80.
Assemblea Canaria nasce nel 1982 come progetto politico fondato sulle basi della "Federazione Autogestionata delle Associazioni di vicini di Gran Canaria" (Federación Autogestionaria de Asociaciones de Vecinos de Gran Canaria) e, nel suo programma politico, si definiva come una forza politica nazionalista il cui obbiettivo era la costruzione di un socialismo autogestito. Nelle elezioni dell'ottobre del 1982 forma, insieme al Partito Comunista Canario - Partito Comunista Spagnolo, la coalizione Asamblea Canaria - Coordinadora Canaria, ottenendo risultati elettorali abbastanza discreti.
Nelle elezioni del 1983 partecipa in solitario alle elezioni comunali di Telde e Santa Lucía de Tirajana, riuscendo ad ottenere la gestione di entrambi i comuni (alcaldías). Nel resto delle località, alle elezioni politiche delle isole (Gestión de Cabildos) e alle elezioni regionali, si presenta in coalizione con Unión del Pueblo Canario (UPC).
Nel 1986 forma, insieme alla Sinistra Nazionalista Canaria (INC) la coalizione AC-INC, completando la fusione nel 1987 e formando il partito Assemblea Canaria Nazionalista (Asamblea Canaria Nacionalista).
Oggi, la maggior parte degli affiliati del partito, fanno parte di Izquierda Unida Canaria o di Nueva Canarias.